# Paidoupolis

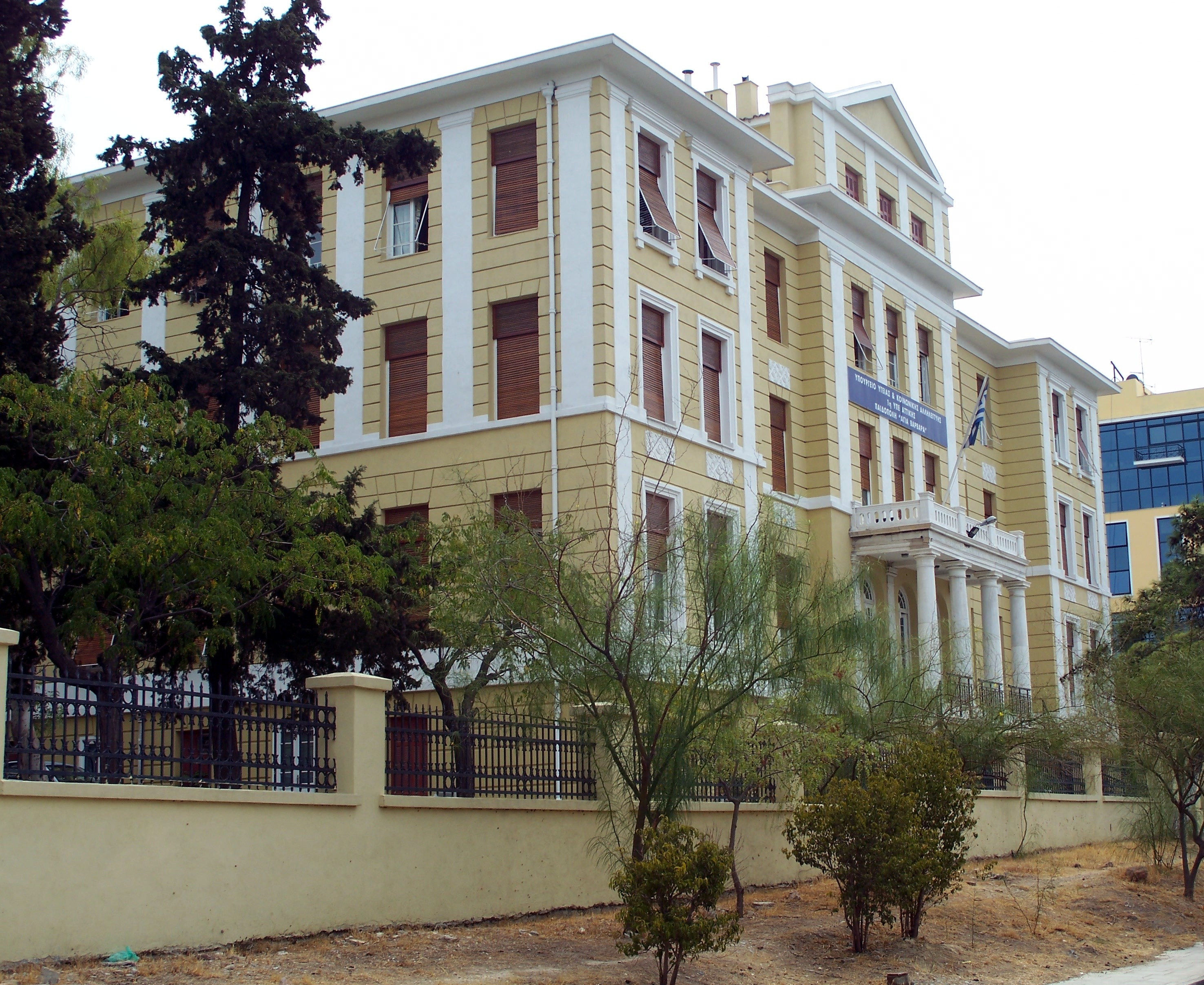
Orphelinat de Néa Smýrni utilisé comme Paidoupoli.

Les Paidoupolis ou Paidopolis (en grec moderne : Παιδουπόλεις / villages d’enfants) sont un réseau de 53 camps et institutions destinés à l’évacuation et à la protection des enfants et adolescents grecs issus des régions frappées par la guerre civile de 1946-1949. Fondés en 1947 à l'initiative de la reine Frederika de Hanovre, les Paidoupolis ont accueilli environ 25 000 jeunes grâce aux collectes de fonds levées par la souveraine. Ces institutions ont cependant soulevé de nombreuses critiques à cause de la manière dont étaient parfois traités les jeunes réfugiés mais aussi à cause de l’opacité avec laquelle la famille royale de Grèce gérait les fonds destinés aux Paidopolis.